# ماورو جيلاردي
ماورو جيلاردي (بالإيطالية: Mauro Gilardi)‏ هو لاعب كرة قدم إيطالي في مركز الوسط، ولد في 21 ديسمبر 1982 في ليكو في إيطاليا. شارك مع منتخب إيطاليا تحت 18 سنة لكرة القدم. أما مع النوادي، فقد لعب مع أولبيا كالسيو 1905 واتحاد بافيا لكرة القدم وجونيور بييلا ليبرتاس.